# 阿卡-博語
阿卡-博語（Aka-Bo），又叫阿卡波語，亦稱博语、巴語（Ba），為一種已滅絕的大安達曼語，過去使用於北安達曼群島的中西部海岸及印属安达曼群岛的北礁島。阿卡-博語的阿卡（Aka-）為大安達曼語系有關舌頭方面字詞的前綴詞，也是關於語言方面字詞的前綴詞。

## 历史
1858年估计，博人部落约有200人。 但他们紧跟着就被殖民者发现。与其他安达曼人类似，博人在殖民和后殖民时代受到疾病、酒、鸦片和领地的丧失而被大量屠杀。1901年普查仅记录到48人。据称当时临近的卡利人和克拉人部落中出现了疫情，博人必须杀掉所有出现疑似症状的人。到1911年他们的人数回升至62人，但1921年仅剩16人，到了1931年更是仅剩6人。
1949年，所有安达曼人都被重新安置到Bluff岛上的保留地。到1969年他们再次被安置在海峡岛上的保护地。
到1980年，幸存的23名大安达曼人中，仅剩3人自称属于博人部落。到1994年数字上升到40人中的15人。
然而，部落间的区别在反复的安置中变得符号化，各部落间的隔阂已随着整体安达曼人口的大量减少而逐渐消除，大安达曼语言的多样性也因此受到了极大打击。到2006年，因为通婚等因素，部落间已经基本不存在文化和语言的区分。博阿（Boa Sr.）女士為最後一位阿卡-博語的使用者，她於2010年1月26日逝世，享年85歲。

### 灭绝
博阿的母亲大约去世于1970年前后，很长时间内都是博语仅剩的使用者。其他安达曼语社区的成员已经难以理解她讲的博语民谣和故事了。她也说印地语安达曼方言，以及10种安达曼土著语言混合而成的大安达曼语。

## 语法
大安达曼语系语言都是黏着语，有着丰富的前后缀系统。还有主要基于身体部位的名词类别系统，每个名词和形容词都能据其与哪个身体部位有关加前缀（基于形状或功能）。例如语言前面加的*aka-就是与舌头有关的前缀。以阿卡-比语yop“软”为例，形容词如下：
- 坐垫或海绵ot-yop“圆而软”，前缀与头或心有关。
- 手杖ôto-yop“柔软”，前缀与长的物体有关。
- 棍或铅笔aka-yop“尖锐”，前缀与舌头有关。
- 落叶树ar-yop“腐烂”，前缀与躯干有关。

相似地，beri-nga“好”：
- un-bēri-ŋa“聪明”(手-好)
- ig-bēri-ŋa“精明”(眼-好)
- aka-bēri-ŋa“能言善辩”(舌-好)
- ot-bēri-ŋa“善良”(头/心-好)

前缀：
|             | Bea     | Balawa? | Bajigyâs? | Juwoi | Kol  |
| ----------- | ------- | ------- | --------- | ----- | ---- |
| 头/心       | ot-     | ôt-     | ote-      | ôto-  | ôto- |
| 手/足       | ong-    | ong-    | ong-      | ôn-   | ôn-  |
| 口/舌       | âkà-    | aka-    | o-        | ókô-  | o-   |
| 躯干        | ab-     | ab-     | ab-       | a-    | o-   |
| 眼/脸/臂/乳 | i-, ig- | id-     | ir-       | re-   | er-  |
| 背/腿/臀    | ar-     | ar-     | ar-       | ra-   | a-   |
| 腰          | ôto-    |         |           |       |      |

Abbi (2013: 80)列出大安达曼语系如下身体部位前缀。
| 类 | 人体部位            | 前缀    |
| -- | ------------------- | ------- |
| 1  | 口及其语义延伸      | a=      |
| 2  | 主要的外部身体部位  | ɛr=     |
| 3  | 身体末端            | oŋ=     |
| 4  | 身体产物及整-部关系 | ut=     |
| 5  | 内脏                | e=      |
| 6  | 圆形部位或性器官    | ara=    |
| 7  | 腿及其相关          | o= ~ ɔ= |

身体部位是不可让渡的领属，需要一个领属形容接头辞来补完，所以没法单说“头”，只能说“我的头”等。
基础代词几乎都相同，阿卡-比语为例：
| 我（的）       | d- | 我们（的）       | m- |
| 你（的）       | ŋ- | 你们（的）       | ŋ- |
| 他/她/它（的） | a  | 他/她/它们（的） | l- |

“这”“那”分别是k-和t-。
由可信文献判断，安达曼语言只有一和二2个基数词。